# Amphipoea anomala
Amphipoea anomala là một loài bướm đêm trong họ Noctuidae.